# Mylabris florianii
Mylabris florianii es una especie de coleóptero de la familia Meloidae.

## Distribución geográfica
Habita en el Congo.